# 铃海笋
是海螂目鸥蛤科铃蛤属的一种。主要分布于南海、中国大陆、台湾，常栖息在潮间带岩礁。